# Іллінецький кратер (пам'ятка природи)
Дана стаття про природоохоронний об'єкт. Не слід плутати з Іллінецький кратер — стаття про кратер.
Іллінецький кратер — геологічна пам'ятка природи місцевого значення.
Площа 17,2 га, перебуває у користуванні Іллінецької міської територіальної громади. Оголошена відповідно до  Рішення 21 сесії Вінницької обласної Ради 7 скликання від 30.06.2017 р. № 403. 
Пам'ятка розташована на 8 км західніше м. Іллінці Вінницької області на околицях села Лугова і складається з двох ділянок. 
Оголошена з метою охорони ділянки Іллінецького кратера — однієї з найстаріших астроблем Землі, віком близько 400 млн років.

## Геологія і рельєф
У тектонічному відношенні територія об'єкту приурочена до Українського шита, в орографічному — лежить на межі Подільської та Придніпровської височин (з позначками висот 255—257 м н. р. м.) у долині річки Собок.
Наслідком зіткнення космічного тіла (за оцінками з масою близько 40 млн тонн і діаметром 230—300 м) І твердими породами було утворення метеоритно-вибухового кратера з первісним діаметром близько 7 км, і глибиною до 600—800 м. 
Іллінецький кратер утворено в породах кристалічного фундаменту, у складі якого переважають граніти, гнейси і чарнокіти, а також більш рідкісні типи порід, які представлені амфіболітами. На сучасній ерозійній поверхні залягають пухкі четвертинні відклади. .
В імпактитах Іллінецького кратера виявлено підвищений, порівняно з земним, вміст нікелю, іридію, кобальту що дало змогу  ідентифікувати цю геологічну структуру, як типовий метеоритний кратер.
За своїми масштабами Іллінецький кратер значно поступається найвідомішим у світі, які мають діаметри до 300 км. Однак в Україні він належить до семи найбільших геологічних об'єктів імпактного походження. На відміну від інших подібних структур в Україні він частково доступний для огляду, а не цілковито схований під шаром ґрунту.
Учені Інституту геохімії і фізики мінералів (після 1993 року - Інституту геології та геохімії магматизму) в 1972 році визначили вік Іллінецького кратера у 400 мільйонів років (в геологічному розумінні - це ранній девон), але в 2004 році дослідники з Гельсінського університету уточнили цифру до 445 мільйонів років, що відповідає пізньому ордовику.

## Фактори антропогенного впливу
У межах пам'ятки є кілька кустарних розробок корисних копалин. Місцеве населення використовує метаморфізовані (внаслідок метеоритного вибуху) граніти для будівництва будинків, підмурків, доріг тощо. За східною околицею с. Лугова місцеві кар'єри переплелися у вигляді лабіринтів. Назавжди руйнуються залишки давніх кар'єрів як археологічного пам'ятника історії розвитку України ІІІ—ХІІІ століть.

## Стан вивчення
Визначення імпактного генезису Іллінецької структури виконано В. Л. Масайтісом (1973) та А. А. Вальтером і В. А. Рябенко (1973). Надалі вивчення кратера, його будови, ударного метаморфізму порід і складу розплавлених імпакгитів наведено у наукових роботах, зокрема (Вальтер, Лазаренко, 1984; Вальтер, Рябенко, 1977; Гуров, Рябенко, 1984; Гуров, Турова, 1991 та ін). Природні виходи й кар'єри зювітів, розплавлених імпактитів і алогенних брекчій стали об'єктом екскурсій 27-ї сесії міжнародного геологічного конгресу 1984 року. . Магнітометричні дослідження імпактних порід кратеру та їх вік обговорювалися на міжнародній конференції «Impacts in Precambian Shields» у Фінляндії 2000 року. Утім, форма залягання ударних порід Іллінецької структури детально не вивчена.

## Режим охорони
Пам'ятка природи входить до складу природно-заповідного фонду України охороняється як національне надбання, щодо якого встановлюється особливий режим охорони, відтворення й використання.
На території Пам’ятки природи забороняється будь-яка діяльність, що загрожує їх збереженню або призводить до деградації чи зміни первісного їх стану:
- будівництво споруд, що можуть вплинути на зміну характеру місцевості, ландшафту і спричинити збитки пам'ятці природи;
- геологорозвідувальні роботи, добування корисних копалин, порушення ґрунтового та рослинного покриву;
- будь-яке засмічення та забруднення території пам'ятки природи;
- надання земельних ділянок під забудову;
- інші види робіт, що можуть призвести до порушення природних зв'язків та втрати наукової та природоохоронної цінності Пам’ятки.

## Галерея

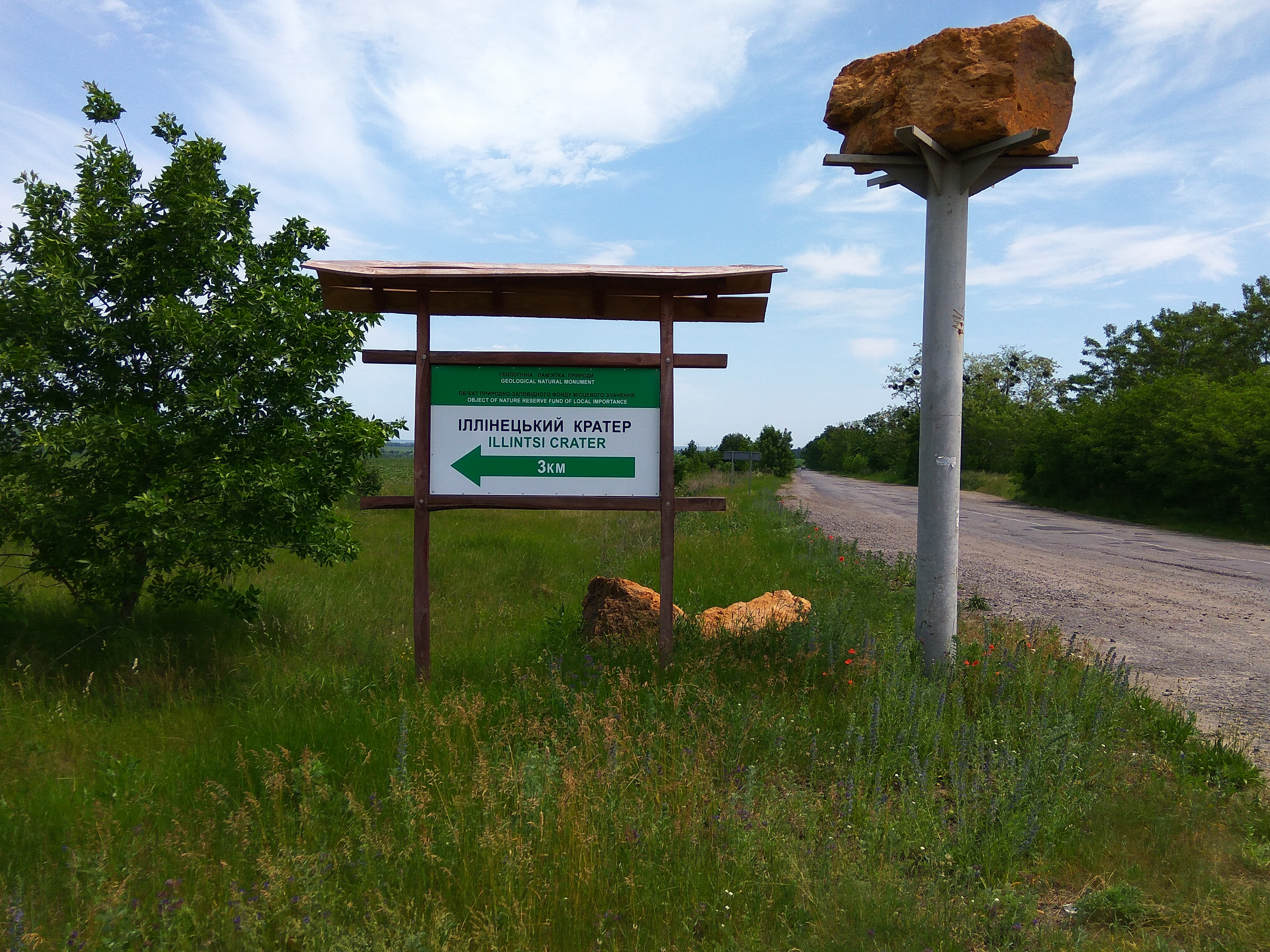
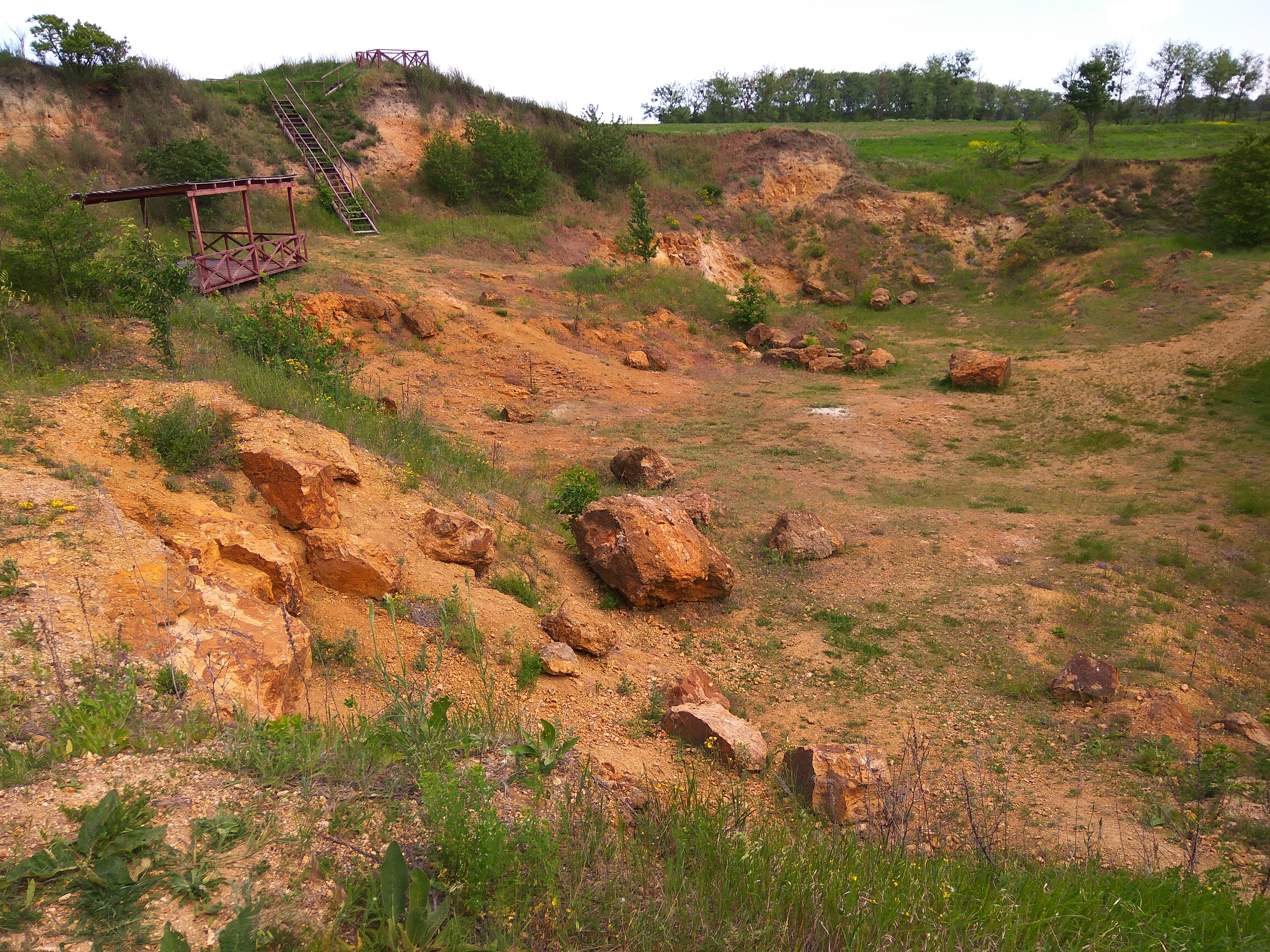
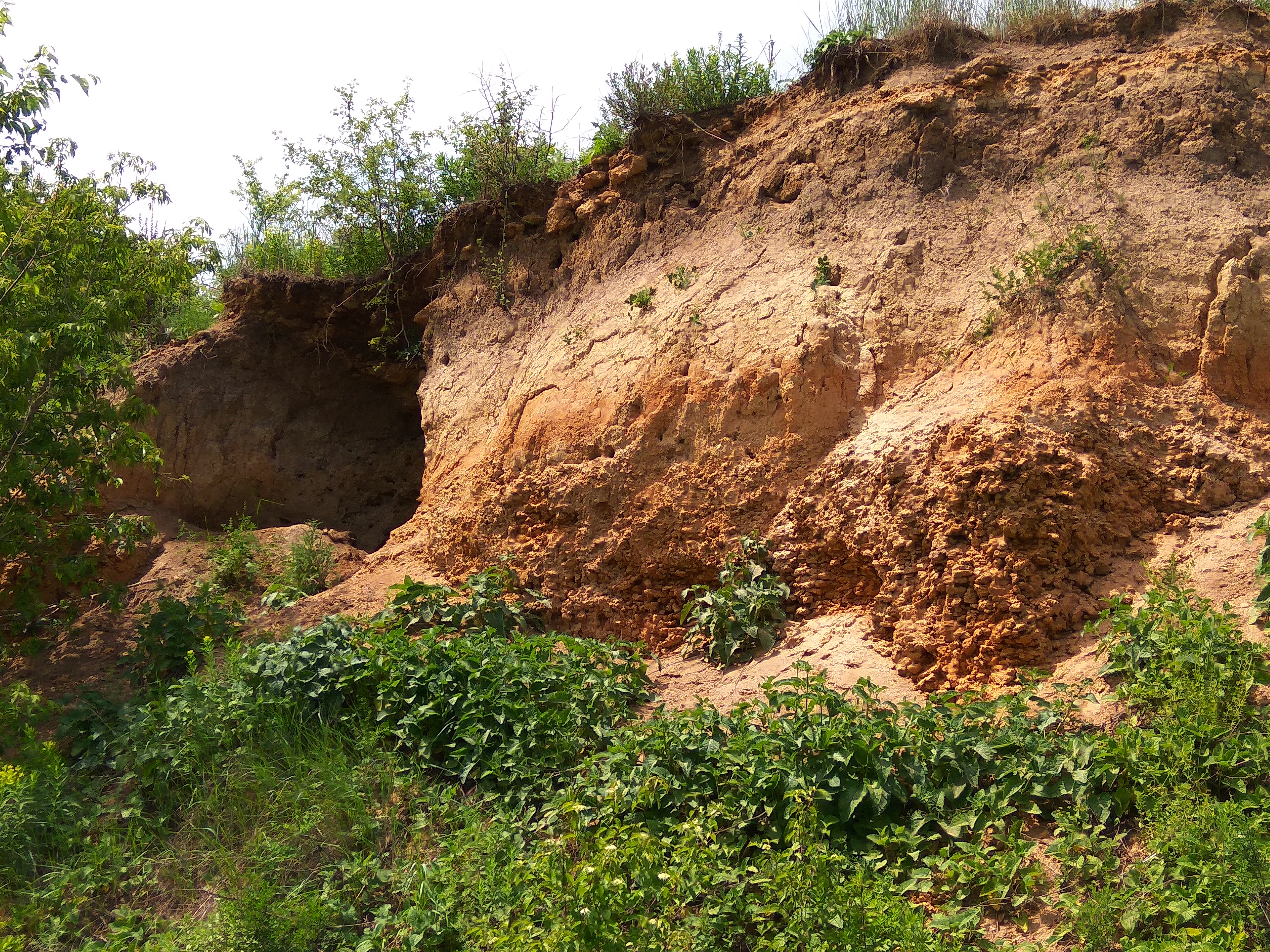
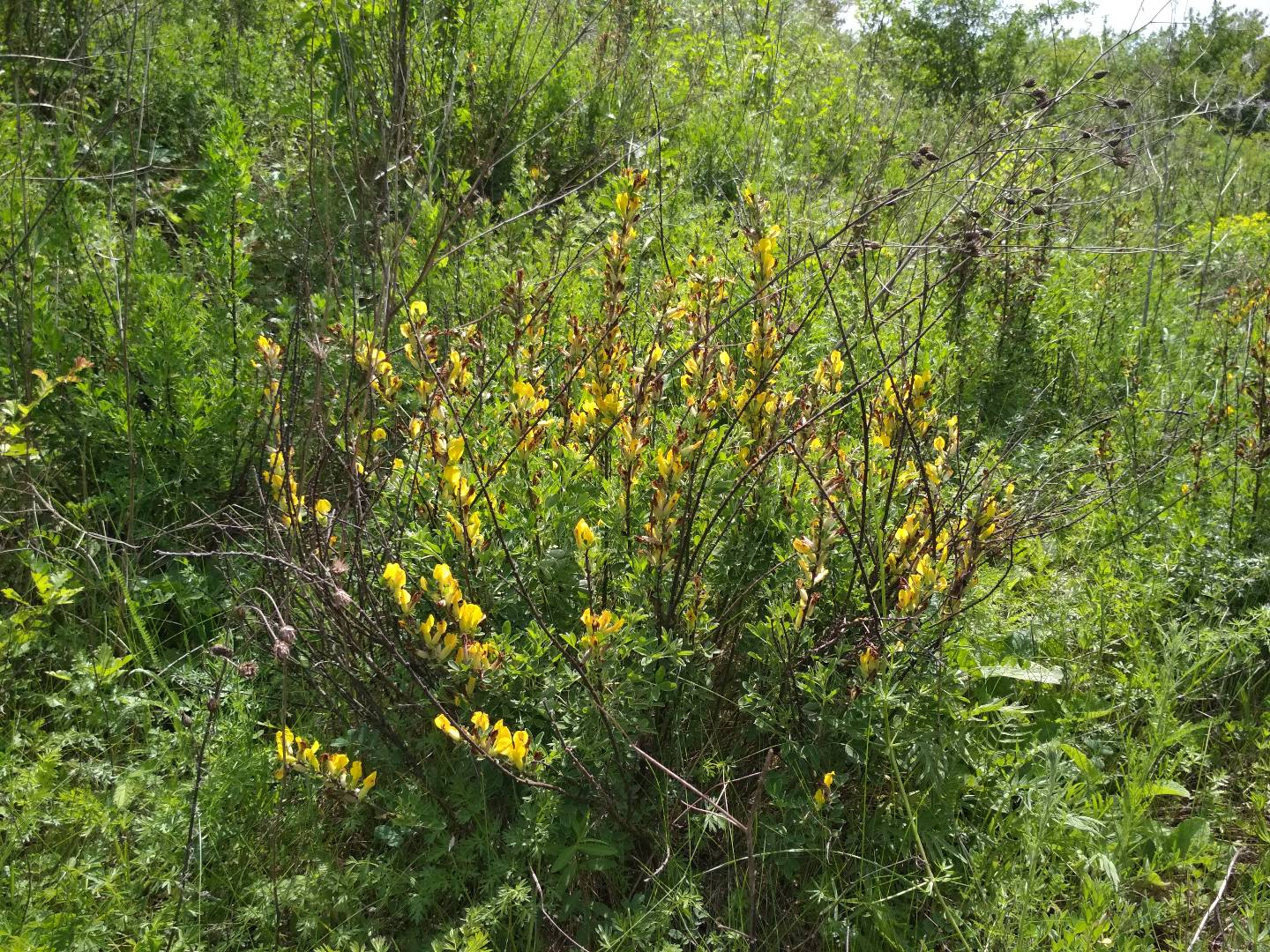